# Avatar (hindoeïsme)

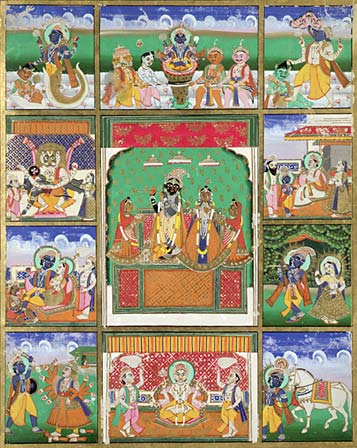
De god Vishnu en zijn tien avatars

Een avatar (Sanskriet: अवतार, avatāra, letterlijk de neerdalende) is in het hindoeïsme een incarnatie, verschijning of manifestatie van een bepaalde godheid. De manifestatie komt op aarde als de  gerechtigheid (dharma) bedreigd wordt en het kwaad de overhand dreigt te krijgen. Een avatar herstelt de gewenste kosmische orde, waardoor mensen weer in staat zullen zijn tot juist handelen.  
Er zijn over de aard en hoedanigheid van een avatar meerdere opvattingen binnen het hindoeïsme. Er zijn opvattingen die de avatar als de godheid zelf beschouwen, andere zien die als een emanatie van de godheid. Er zijn sekten die ervan uitgaan dat meerdere goden zich als een avatar op aarde kunnen manifesteren, zoals Shiva, Ganesha en de godin Devi. De laatste wordt met name in het shaktisme vereerd. In de meeste gevallen is een avatar echter een manifestatie van de god Vishnu. 
Een van de hoofdstromingen binnen het hindoeïsme, vaishnavisme, vereert Vishnoe als de belangrijkste godheid. In de Purana's komen meerdere lijsten met verschillende aantallen avatars van Vishnu voor. De Bhagavata purana bevat lijsten met tweeëntwintig, drieëntwintig als zestien avatatars en de Pancharatra noemt er negenendertig. De bekendste tekst is die van de Garuda Purana, die er tien noemt. Deze tien (de "dasavatara"  "tien avatars") worden als de belangrijkste avatars van Vishnu beschouwd. 
De Purana's noemen ook de Boeddha als een avatar, meestal als de negende in de opsomming van tien. De meeste gebruikelijke opsomming is die van Matsya, Koerma, Varaha, Narasimha, Vamana, Parashurama, Rama, Krishna, Boeddha en Kalkin. In sommige tradities is Balarama, de oudere broer van Krishna, de achtste avatar. Dan is Krishna in plaats van Boeddha de negende. In andere tradities wordt Boeddha geheel vervangen door Balarama. In wat latere teksten als de Gita Govinda is Krishna niet opgenomen omdat hij als het equivalent van Vishnu zelf wordt gezien. 
Matsya  · Koerma  · Varaha  · Narasimha · Vamana · Parashurama (krijger) · Rama (ideale man) · Krishna · Boeddha 

Toekomstig: Kalki